# کیو، ویکتوریا
کیو (به انگلیسی: Kew) یک حومه شهر در استرالیا است که در City of Boroondara واقع شده‌است.

## جستارهای وابسته

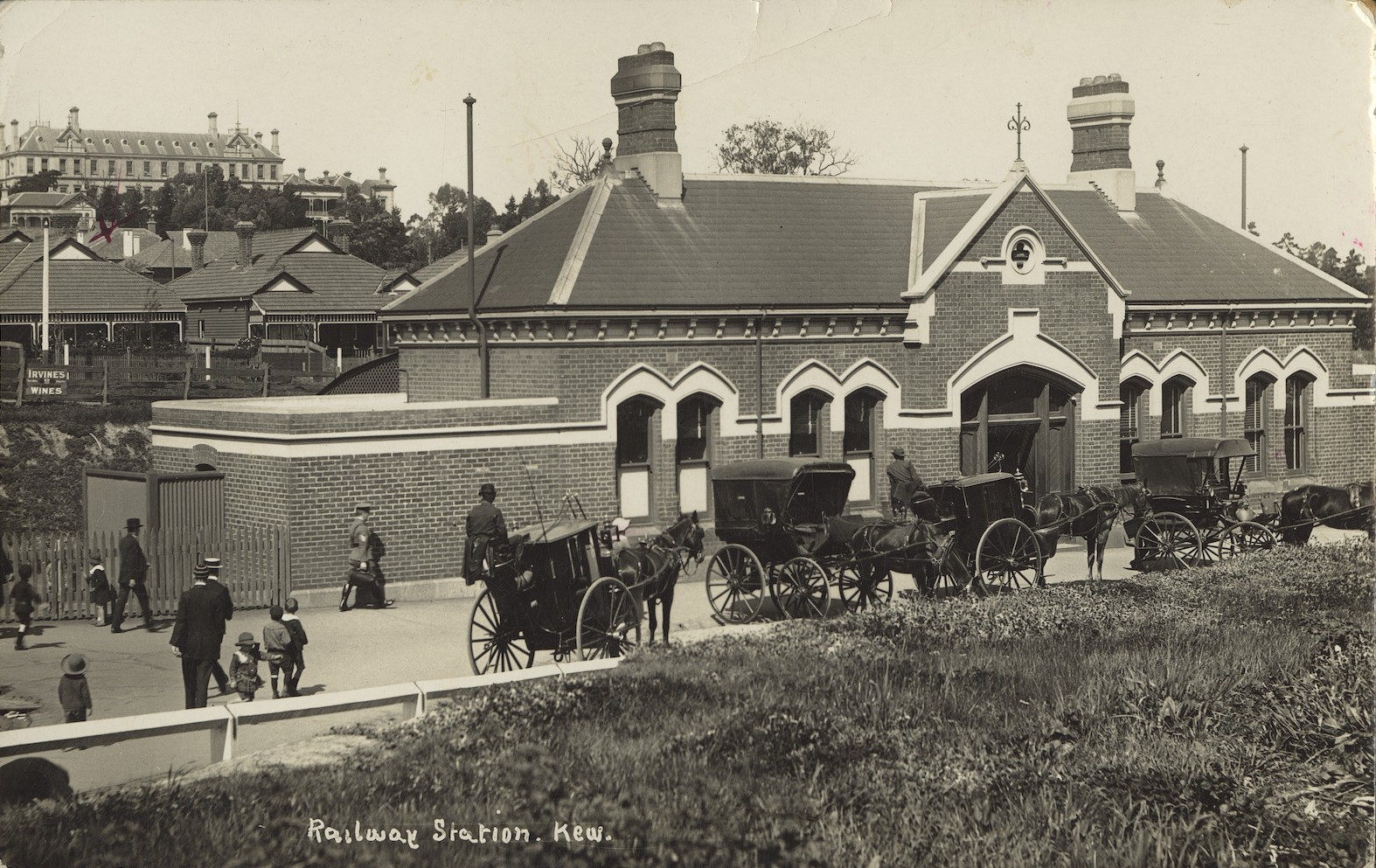
خیابان جنب ایستگاه جدید سابق